# Arnaken
Arnaken är en klan i Liberia. Den ligger i regionen Grand Kru County, i den sydöstra delen av landet, 300 km öster om huvudstaden Monrovia.